# Cantenay-Épinard
Cantenay-Épinard es una población y comuna francesa, en la región de Países del Loira, departamento de Maine y Loira, en el distrito de Angers y cantón de Angers-Nord.

## Demografía
| 688 | 813 | 1177 | 1374 | 1632 | 1865 |
| Para los censos de 1962 a 1999 la población legal corresponde a la población sin duplicidades (Fuente: INSEE [Consultar]) |     |      |      |      |      |